# Сопота (община Лития)
Вижте пояснителната страница за други значения на Сопота.
Сопота (на словенски: Sopota) е село в Словения, регион Средна Словения, община Лития. Според Националната статистическа служба на Република Словения през 2015 г. селото има 15 жители.